# Walter Beveraggi Allende
Walter Beveraggi Allende (Buenos Aires, 1 de diciembre de 1920-Buenos Aires, 1 de abril de 1993) fue un político, abogado y economista argentino. Abiertamente antisemitista y antiperonista, desarrolló la teoría conspirativa del Plan Andinia y se opuso férreamente a todas las presidencias peronistas argentinas, desde Juan Domingo Perón hasta Carlos Menem.

## Biografía
Era hijo de Domingo H. Beveraggi, médico nacido en Santa Fe el 10 de octubre de 1891, el antiperonismo de su hijo lo llevaría a emigrar, junto con él, a Montevideo en la década de 1950, donde fallecería; y de Matilde Allende, nacida en Paraná.
Egresó como Abogado de la Universidad de Buenos Aires en 1943. Comenzó su militancia en el Partido Laborista en 1947, del cual alcanzó a ser vicepresidente en enero de 1948 y fue detenido por el gobierno peronista junto con Cipriano Reyes, en medio de las disputas que este último tenía con Perón. Su detención, de la que afirmó haber sido torturado, motivaron su profundo antiperonismo, y lo llevó a marchar al exilio, primero en Montevideo y luego en los Estados Unidos, donde posteriormente obtuvo un posgrado en Economía, alcanzando el Doctorado en Economía de la Universidad de Harvard, para desempeñarse luego como docente en la Universidad de Boston. En aquellos años se hizo reconocido como un férreo defensor de las ideas antiperonistas, con las cuales colaboraba desde su puesto.
Su oposición a Perón lo llevó a que el Congreso de la Nación Argentina en 1951, a iniciativa del Poder Ejecutivo, lo privase de la nacionalidad argentina mediante la ley 14.031, hecho inédito en toda la historia argentina. En aquella ocasión, la bancada peronista sostuvo que Beveraggi Allende conspiraba con Spruille Braden para derrocar a Perón, como también para que se sancionase política y económicamente al país, tratándose la sesión de un exposición sobre su culpabilidad, lo cual fue catalogado como persecución por la bancada radical, que señaló que las pruebas eran apócrifas. Regresaría a la Argentina cuando Perón es derrocado en la llamada Revolución Libertadora, para desempeñarse como docente tanto en la Universidad de Buenos Aires, como en la Universidad Nacional de Rosario, llegando a contabilizar veinticinco años de ejercicio docente en diversas materias afines a las ciencias económicas y el derecho.
Desde entonces y hasta su muerte, nunca ocultó su reprobación a todos los gobiernos peronistas, sin ninguna excepción, desde Héctor Cámpora, Isabel Martínez de Perón hasta Carlos Menem. Tampoco escatimó en críticas a aquellos gobiernos radicales, e incluso militares, que consideraba «blandos» al respecto de la cuestión del peronismo.
Asiduo colaborador de la revista Cabildo, fue en ella donde desarrolló la teoría del Plan Andinia, a partir de 1971, la cual nunca fue probada, pero tuvo un profundo impacto en algunos sectores castrenses argentinos y chilenos. También editó numerosas publicaciones donde sostenía teorías conspirativas acerca del sometimiento económico de la Argentina por parte del sionismo.

## Obras
- — (1954). El servicio del capital extranjero y el control de cambios. México, Fondo de Cultura Económica.
- — (1956). El dilema económico de la revolución: Estudio crítico del Plan Prebisch y sugerencias para un Programa Económico de la Revolución Libertadora
- — (1956). El fracaso de Perón y el Problema Argentino. Buenos Aires, Rosso.
- — (1965). Urgencia de Soluciones Económicas con Sentido Nacional: Exhortación a que las fuerzas armadas y civiles asuman plenamente su responsabilidad. Buenos Aires, edición del autor.
- — (1969). El Dogma Nacionalista. Buenos Aires, Editorial Manuel Belgrano.
- — (1969). El ocaso del patrón oro. Buenos Aires, EUDEBA.
- — (1969). Economía política y argentina, dos tomos. Buenos Aires, Editorial Manuel Belgrano.
- — (1975). La inflación argentina 1946-1975. Buenos Aires, Editorial Manuel Belgrano.
- — (1976). Del yugo sionista a la Argentina posible: Esquema económico de la dependencia y la liberación argentina. Buenos Aires, Editorial Confederación Nacionalista Argentina.
- — (1979). Argentina 1946-1978: ¡Cómo se destroza una economía!. Buenos Aires, Confederación Nacionalista Argentina.
- — (1982). Teoría cualitativa de la moneda: contra el "monetarismo", la inflación y el paro. Madrid, Fuerza Nueva.
- — (1983). 1982: Epitafio para la "viveza" argentina. Buenos Aires, Editorial Artigas.
- — (1984).	Manual de economía política. Buenos Aires, Ediciones Macchi.
- — (1986). Jesucristo "nazi-fascista". Buenos Aires, Editorial Confederación Nacionalista Argentina.